# توپال‌حسن‌لی (گوی‌گول)
توپال‌حسن‌لی (به لاتین: Topalhəsənli) یک منطقه مسکونی در جمهوری آذربایجان است که در شهرستان گوی‌گول واقع شده است. توپال‌حسن‌لی ۱۷۱۵ نفر جمعیت دارد.